# The Woman of His Dream
The Woman of His Dream é um filme de drama mudo britânico de 1921, dirigido por Harold M. Shaw e estrelado por Mary Dibley, Alec Fraser e Sydney Seaward. Foi adaptado de um romance de Ethel M. Dell.

## Elenco
- Mary Dibley - Naomi
- Alec Fraser - Reginald Carey
- Sydney Seaward - Jeffrey Coningby
- Fred Thatcher - Charles Rivers
- Teddy Arundell - Adm Rivers
- Winifred Harris - Lady Emberdale
- Betty Howe - Gwen Emberdale
- John East - Pescador